# 房総ローヴァーズ木更津FC
房総ローヴァーズ木更津FC（ぼうそうローヴァーズきさらづエフシー、英: Boso Rovers Kisarazu Football Club）は、千葉県木更津市を本拠とし、内房地域および外房地域を含む房総半島全域をホームタウンとするサッカークラブ。Jリーグ加盟を目指すクラブの1つである。

## 概要
房総地域初のJリーグ参入と日本最高峰の育成型サッカークラブを目指して活動している。クラブ名のローヴァーズは「さすらう人々」の意である。クラブのスローガンは『Life is Challenge』 および『千葉県をサッカー王国に』である。

## 略歴
2013年3月、カレン・ロバートが船橋市立船橋高等学校サッカー部の同期2名と共同でNPO法人ローヴァーズフットボールアカデミーを設立し、千葉県佐倉市と白井市で幼児と小学生を対象としたサッカースクールの運営を開始した。2014年3月、ローヴァーズ株式会社を設立。
2015年2月22日、前年千葉県社会人サッカーリーグ3部4ブロックで優勝し2部に昇格したコラソン千葉トップチームを譲り受け、社会人チーム「ローヴァーズフットボールクラブ」を設立。3月2日にカレン・ロバートがオーナーに就任した。県リーグ2部2ブロックで優勝し、1部に昇格する。
2016年、ジュニアユースチームが活動開始。全国社会人サッカー選手権大会県予選で準優勝という成績を収める一方、県リーグ1部では6位となった。
2017年と2018年シーズンはいずれも県リーグ1部を4位で終えた。
2019年、千葉県木更津市を正式にホームタウンとし、これに伴ってクラブ名をローヴァーズFCからローヴァーズ木更津FCに改称した。3月2日、吉田麻也がアンバサダー（校長）を務めるイングランドのサッカークラブ「ロンドンサムライローヴァーズFC」とクラブ間提携の締結を発表。6月23日に木更津市営江川総合運動場陸上競技場がオープンし、9月8日にローヴァーズ木更津FC初となるホームゲームを開催した。2019年シーズンは全国社会人サッカー選手権大会千葉県予選で優勝し、関東大会に進出した一方で、県リーグ1部では11位に終わった。本来なら2部との入替戦となる順位だが、VONDS市原Vertの関東サッカーリーグ昇格により残留を果たす。
2020年、ホームタウンを内房地域および外房地域を含む房総半島全体に広域化し、クラブ名を房総ローヴァーズ木更津FCに改称した。改称の理由についてオーナーのカレンは「木更津市のある東京湾沿岸の内房地域だけでなく、太平洋側の外房地域を含めた房総半島全体の地域活性化の役に立ちたくクラブ名の頭に房総を付け加えました」と説明している。また、Jリーグのクラブでプレーしていた石堂圭太や打越大樹、JFLでのプレー経験がある鳥山祥之らが加入した。この年の県リーグ1部は新型コロナウイルスの影響により2ブロックに分かれての開催となったが、Bブロック2位で関東社会人サッカー大会代表決定戦に進出するも、Aブロック1位のJSC CHIBAに0-2で敗れ残留となった。
2021年の県リーグ1部は前年に引き続き2ブロックに分かれての開催となった。Bブロックで優勝を果たすと、Aブロック1位の市川SCとの優勝決定戦をPK戦の末に制し関東社会人サッカー大会に出場。しかし2回戦でヴェルフェ矢板に敗れた。
2022年以降、県リーグ1部では3年連続で準優勝し、関東社会人サッカー大会に出場しているが、関東サッカーリーグ昇格は果たせていない。

## 施設
2014年10月、千葉県木更津市のイオンモール木更津の開業と同時にフットサルコート「ローヴァーズフットサルスタジアム木更津」がオープンした。
2018年7月21日、千葉県印西市のBIGHOPガーデンモール印西内にサッカーとフットサルのコートを備えた多目的スポーツ施設「ローヴァーズスポーツパーク印西」をオープン。併せて地域住民と「地域づくりに特化した（サッカーをしない）サッカーチーム」の結成も発表した。地域課題の調査、可視化、課題改善プログラムの実施を目的とするプロジェクトである。

### 中学校跡地の活用
木更津市によって公募型プロポーザル方式により募集されていた「木更津市立中郷中学校跡地活用に係る事業者」にローヴァーズ株式会社として応募し、2019年1月24日に優先交渉権者に選定された。同年4月16日に木更津市との間で基本協定が締結され、翌2020年2月27日に契約締結式が行われた。ローヴァーズのプロジェクトは「宿泊型総合スポーツ交流施設」及び「サッカーを中心としたスポーツクラブ事業」であり、統廃合によって2019年3月末で閉校した木更津市立中郷中学校の敷地を再利用し、LED照明付き人工芝サッカーグラウンドを整備するものである。2020年10月に『ローヴァーズドリームフィールド』として完成し、ホームグラウンドとして使用するとともに、一般への貸し出しも行っている。また、2021年からは旧校舎を宿泊施設として供用開始する予定である。

## アカデミー
オランダのAFCアヤックスをモデルとし、アカデミーからトップチームまで一貫したクラブ哲学を持たせて選手を育成するとしている。
- 房総ローヴァーズ木更津FC U−18（ユース）

拓殖大学紅陵高等学校との提携により、2018年9月設立。
- 房総ローヴァーズ木更津FC U−15（ジュニアユース）

2016年設立。
系列クラブとしてU-15印西を2019年4月設立。
- 房総ローヴァーズ木更津FC U−12（ジュニア）

2020年設立。
- 房総ローヴァーズ木更津FCレディースかずさ（レディースU-12）

2019年4月設立。

## スクール
ローヴァーズ株式会社の施設がある木更津市と、印旛郡栄町・茂原市でサッカースクールを運営している。

## タイトル

### リーグ戦
- 千葉県社会人サッカーリーグ2部：1回
  - 2015年

### カップ戦
- 全国社会人サッカー選手権大会千葉県予選：1回
  - 2019年

## チーム成績

### リーグ戦
| 年度 | 所属               | 順位 | 勝点 | 試合 | 勝 | 分 | 敗 | 得点 | 失点 | 得失差 |
| 2015 | 千葉県2部2ブロック | 優勝 | 31   | 11   | 10 | 1  | 0  | 34   | 6    | 8      |
| 2016 | 千葉県1部          | 6位  | 19   | 13   | 6  | 6  | 1  | 28   | 37   | -9     |
| 2017 | 千葉県1部          | 4位  | 24   | 13   | 7  | 3  | 3  | 28   | 15   | 13     |
| 2018 | 千葉県1部          | 4位  | 27   | 13   | 9  | 4  | 0  | 37   | 21   | 16     |
| 2019 | 千葉県1部          | 11位 | 16   | 13   | 5  | 1  | 7  | 21   | 23   | -2     |
| 2020 | 千葉県1部Bブロック | 2位  | 12   | 6    | 4  | 0  | 2  | 14   | 7    | 7      |
| 2021 | 千葉県1部Bブロック | 優勝 | 19   | 7    | 6  | 1  | 0  | 24   | 3    | 21     |
| 2022 | 千葉県1部          | 2位  | 31   | 13   | 10 | 1  | 2  | 36   | 11   | 25     |
| 2023 | 千葉県1部          | 2位  | 28   | 12   | 9  | 1  | 2  | 36   | 12   | 24     |
| 2024 | 千葉県1部          | 2位  | 33   | 16   | 11 | 0  | 5  | 36   | 16   | 20     |

## ユニフォーム

### ユニフォームスポンサー
- 新昭和[5]
- 和幸
- 田所商店
- スマート
- さくら都市

### ユニフォームサプライヤー
- ミズノ